# Franz Mozart
Pour les articles homonymes, voir Mozart (homonymie).
Franz Mozart (né à Augsbourg, le 3 octobre 1649 - décédé à Augsbourg en 1693 ou 1694) est un maçon allemand. C'était le grand-père de Léopold Mozart et l'arrière-grand-père de Wolfgang Amadeus Mozart.
Il était le fils d'un maçon, David Mozart (1621-1685). Franz a travaillé comme maître maçon et a vécu dans la Fuggerei à partir de 1681. Il est né à Augsbourg, où il est mort. Une plaque commémorative sur sa maison, Mittlere Gasse Nr. 14, lui rend hommage aujourd'hui. Le relieur Johann Georg Mozart était son fils.
Franz Mozart ne doit pas être confondu avec Franz Xaver Wolfgang Mozart, le plus jeune fils de Wolfgang Amadeus Mozart.

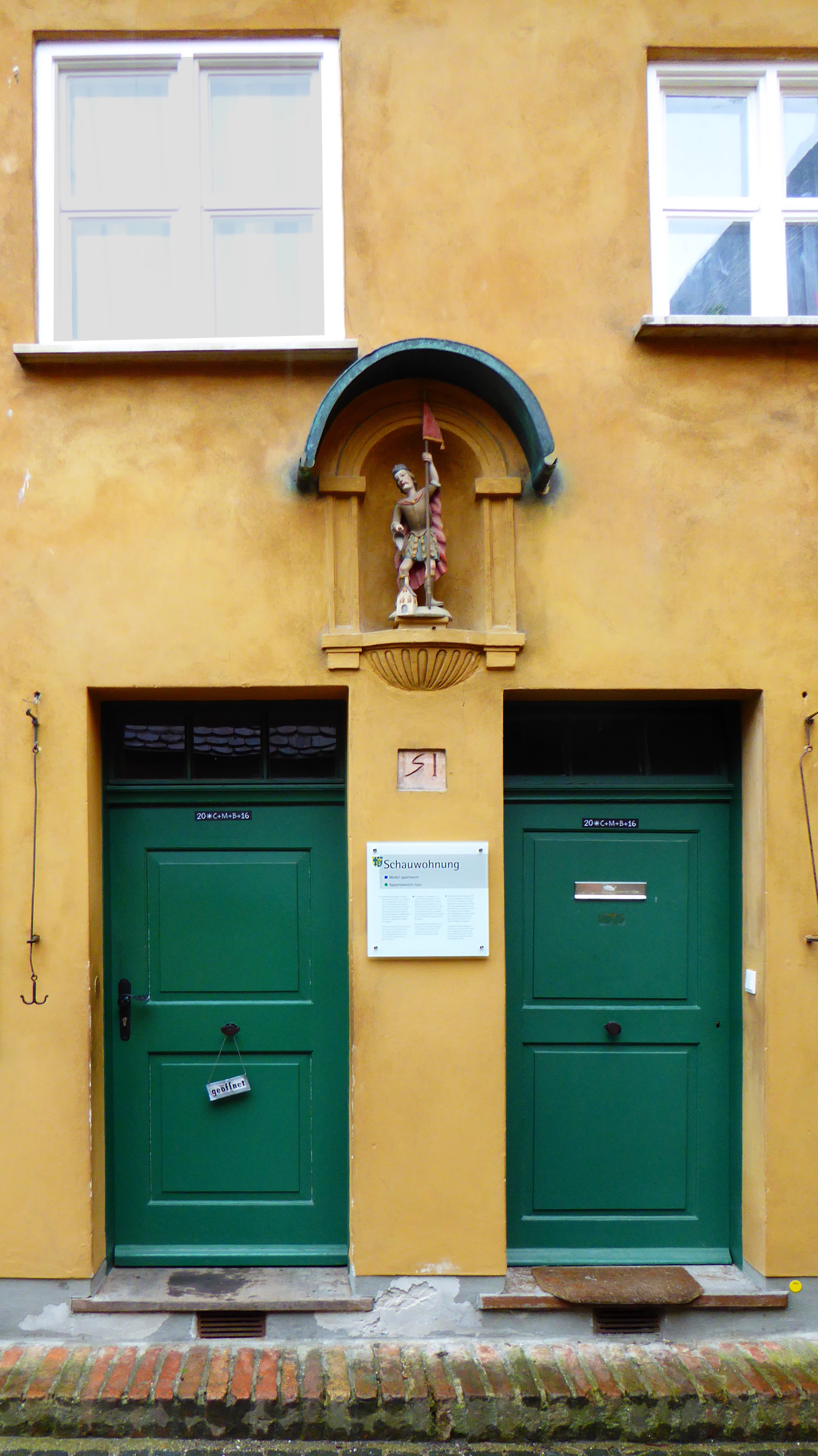
Maison de Franz Mozart